# Мамєєва Світлана Михайлівна
Світла́на Миха́йлівна Мамє́єва (* 1982) — українська легкоатлетка-олімпійка, майстер спорту України міжнародного класу з легкої атлетики, срібний призер чемпіонату України 2008 року.

## З життєпису
Народилася 1982 року. Представляла команду Харківської області.
На Всеукраїнських літніх спортивних іграх-2007 здобула бронзову нагороду.
Срібна призерка Чемпіонату України з легкої атлетики-2008.
Учасниця Олімпійських ігор 2008.
Найкращий особистий результат — 14,26 метра, досягнуто у липні 2008 року в Києві.
Станом на 2014 рік — вихователь Харківського ліцею-інтернату спортивного профілю.